# Миренская, Симона Моисеевна
Симона Моисеевна Миренская (20 ноября 1922, Москва — 1 июля 2015, Иерусалим) — советский скульптор. Работала преимущественно в станковой скульптуре.

## Биография
Симона Миренская родилась 20 ноября 1922 года в Москве. В 1940—1941 годах училась в скульптурной студии при Моссовете под руководством Б. Д. Королёва, где среди её преподавателей была М. Д. Рындзюнская. В 1942—1951 годах училась в Московском государственном художественном институте им. В. И. Сурикова у А. Т. Матвеева, Г. А. Шульца, А. Л. Малахина и Н. В. Томского.
С 1951 года принимала участие в художественных выставках. В 1951 году вступила в Союз художников СССР. В 1979 году в Москве состоялась персональная выставка Симоны Миренской совместно с живописцем Ильёй Табенкиным. Принимала участие в групповых межсецкионных выставках 16-ти московских художников в 1969, 1975 и 1985 годах.
Жила в Москве. В 1991 году переехала в Израиль. Умерла в Иерусалиме 1 июля 2015 года.

## Творчество
Симона Миренская яркий представитель поколения советских скульпторов 1960—1970-х годов. На её творчество оказал большое влияние А. Т. Матвеев. Главным жанром в её творчестве оставался портрет.
Работы
- Портрет скульптора Хено Ланкинена (1965, гипс, 45×22×22)[2]
- Портрет Героя Советского Союза генерал-майора С. Кривошеина (1965, бронза, 50×23×19)[2]
- Портрет А. Гришина (1967, бронза)[2]
- «Трубачи» (1967, гипс, 76×112×43)[2]
- Портрет химика А. Ешукова (1968, бронза, 35×22×19)[2]
- «Скульптор М. Неймарк» (1967, бронза, 35×20×26)[2]
- Портрет машиниста А. А. Яковлева (1971, бронза, 53×21×24)[2]
- Портрет скульптора Гамлета Мусаева (1972, шамот, 48×32×28)
- «Беседа» (1972, керамика, 27×27×16)
- «Тост за искусство» (1972, шамот, 55×55×38)[2]
- «Таня» (1972, шамот, 52×23×31)[2]
- Портрет скульптора А. Гурьянова (1973, бронза, 50×25×32)
- «Наташа Абрамова» (1973, гипс, 93×40×51)
- «Художник В. Черствилов» (1973, бронза, 48×28×35)[2]
- «Кочегар» (1974, бронза, 46×25×30)
- «Наташа» (полуфигура) (1975, гипс, 67×45×31)
- Портрет скульптора Амирджана Мавлиханова (1974, бронза, 34×25×30)[2]
- Этюд с драпировкой (1976, бронза, 32×12×9)
- «Моя семья» (1977, гипс, 39×23×30)
- «Юноша из Переславля» (1977, бронза, 42×49×26)
- «Сережа» (1977, бронза, 39×27×24)
- «Юность и зрелость» (1977, гипс, 51×26×23)
- Портрет скульптора Р. Назарова (1977, бронза, 67×43×30)[2]
- Портрет скульптора А. Подольского (1978, бронза, 43×23×28)[2]
- «Домик игрушечника В. Зазнобина» (1977, дерево, 60×40×40)[2]
- Портрет В. Пурихова (1978, бронза, 40×21×26)[2]
- Портрет А. Альперовича (1981, камень, 60×24×21)
- Портрет И. Сапожниковой (1981, бронза, 50×20×25)
- Портрет пианистки Карины Абрамян (1981, бронза, 70×50×35)
- «Вера с поднятыми руками». Этюд (1982, бронза, 40×14×9)
- «Лена с поднятыми руками». Этюд (1982, бронза, 40×12×12)
- «Зина Бушкова художник из Ижевска» (1982, бронза, 68×45×25)
- Портрет художника Левы Табенкина. Фигура (1984, бронза, 40×12×12)
- «Иван Дуплик, резчик по камню» (1984, бронза, 38×27×22)
- «Игорь Шиляев» (1984, бронза, 60×30×25)
- «Кружка молока» (1984, гипс, 95×70×60)
- «Тигр на шарах» (1984, гипс, 230×90×120)
- «Вера». Этюд (1985 гипс, 38×19×13)
- Обнаженная с поднятыми руками (1997, гипс, 26×13×7)

## Семья
- Дочь — Александра Михайловна Миренская (род. 1944) — скульптор (работы в музеях России[4][5]), в дальнейшем монахиня[6]. По утверждению В. Л. Мейланда, Симона Миренская сыграла «огромную роль в её творческом становлении»[7].